# Bocages Baumhörnchen
Bocages Baumhörnchen (Funisciurus bayonii), auch als Lunda-Rotschenkelhörnchen bezeichnet, ist eine wenig erforschte Hörnchenart aus der in Afrika heimischen Gattung der Rotschenkelhörnchen (Funisciurus). Der Artname bezieht sich auf den italienischen Naturforscher Enrico Pietro Bayon und der deutsche Trivialname auf José Vicente Barbosa du Bocage, der die Art im Jahr 1890 erstbeschrieb.

## Merkmale
Bisher wurden rund 30 Exemplare gesammelt. Von zwei Bälgen sind Kopf-Rumpf-Längen von 167 beziehungsweise 190 mm, Schwanzlängen von 178 beziehungsweise 170 mm und Hinterfußlängen von 42 beziehungsweise 41 mm dokumentiert. Bei fünf Exemplaren wird die Schädellänge mit 41 bis 44 mm, die Schädelbreite mit 24 bis 26 mm und die gesamte Länge der oberen Zahnreihe vom ersten Schneidezahn bis zum dritten Mahlzahn mit 7,5 bis 7,8 mm angegeben.
Das Rückenfell ist einfarbig stumpf oliv mit schwarzen Flecken. Von der Schulter bis zum Steiß verläuft ein undeutlicher, sandfarbener bis weißlich-sandfarbener Seitenstreifen. Das Bauchfell ist grau mit einer sandfarbenen Tönung. Die Oberseite des Kopfes sowie die Vorder- und Hintergliedmaßen sind ähnlich wie der Rücken gefärbt. Um die Augen verläuft ein heller Ring. Der lange Schwanz ist gräulich, schwarz und ockerfarben und zeigt keine sichtbare Ringmusterung. Insgesamt ist er dunkler als der übrige Körper. Die Form des Schädels ist kurzschnauzig und ähnelt in dieser Hinsicht dem Kongo-Rotschenkelhörnchen (Funisciurus congicus). Der postorbitale Fortsatz über der Augenhöhle ist gut entwickelt. Die Nasenöffnungen sind breit. Die Zahnformel für die Backenzähne beträgt 5/4. Das hintere Ende des Gaumenknochens liegt in einer Linie mit dem hinteren Ende des dritten Mahlzahns. Die Anzahl der Zitzen ist nicht bekannt.

## Verbreitung, Lebensraum und Lebensweise
Das Verbreitungsgebiet von Bocages Baumhörnchen ist auf das nordöstliche Angola und auf den Süden der Demokratischen Republik Kongo beschränkt. Auf der Grundlage des Werks Vegetation Map of Africa South of the Tropic of Cancer von R. W. J. Keay aus dem Jahr 1959 vermutete der deutsche Zoologe Eduard Amtmann in den 1960er Jahren, dass der Lebensraum Feuchtwälder in niedrigen oder mittleren Höhenlagen, Waldsavannenmosaike, Waldland sowie Feuchtsavannen umfasst. Diese Vermutung ist jedoch noch nicht bestätigt. Über die Lebensweise der Art ist nichts bekannt.

## Status
Die IUCN klassifiziert Bocages Baumhörnchen in die Kategorie „unzureichende Datenlage“ (Data deficient). Es wurde in den 1950er oder 1960er Jahren zuletzt gesammelt und in den 1990er Jahren zuletzt gesichtet. Bocages Baumhörnchen wurde bislang nur in ungeschützten Regionen beobachtet. Informationen über Gefährdungen oder über den Bestandstrend liegen nicht vor.